# Elitserien 1930/31
Die Saison 1930/31 war die vierte Spielzeit der Elitserien, der höchsten schwedischen Eishockeyspielklasse. Meister wurde der Södertälje SK.  

## Modus
In der Hauptrunde absolvierte jeder der sieben Mannschaften insgesamt sechs Spiele. Der Erstplatzierte der Hauptrunde wurde Meister. Für einen Sieg erhielt jede Mannschaft zwei Punkte, bei einem Unentschieden gab es einen Punkt und bei einer Niederlage null Punkte.

## Hauptrunde
|    | Klub           | Sp | S | U | N | T  | GT | Punkte |
| -- | -------------- | -- | - | - | - | -- | -- | ------ |
| 1. | Södertälje SK  | 6  | 5 | 1 | 0 | 9  | 3  | 11     |
| 2. | IK Göta        | 6  | 3 | 1 | 2 | 9  | 6  | 7      |
| 3. | Hammarby IF    | 6  | 3 | 1 | 2 | 12 | 8  | 7      |
| 4. | Nacka SK       | 6  | 3 | 1 | 2 | 14 | 11 | 7      |
| 5. | AIK Solna      | 6  | 1 | 4 | 1 | 16 | 9  | 6      |
| 6. | Djurgårdens IF | 6  | 1 | 1 | 4 | 2  | 6  | 3      |
| 7. | Karlbergs BK   | 6  | 0 | 1 | 5 | 6  | 25 | 1      |

Sp = Spiele, S = Siege, U = Unentschieden, N = Niederlagen